# Mercedes-Benz
Mercedes-Benz AG es una empresa alemana fabricante de vehículos, subsidiaria de la compañía Mercedes-Benz Group. La marca es reconocida por sus automóviles de lujo, deportivos, autobuses, camiones, utilitarios (SUVs) y vehículos todoterreno. Su eslogan es: Das Beste oder nichts o "El mejor o nada".
Sus más cercanos competidores en el mercado actual de coches de gama alta son: Acura, Alfa Romeo, Audi, DS Automobiles, Volvo, BMW, Lincoln, Cadillac, Infiniti, Jaguar Cars, Lexus, Maserati entre otros. La famosa estrella de tres puntas, diseñada por Gottlieb Daimler, simboliza la capacidad de sus motores para emplearlos en tierra, aire y mar.

## Historia

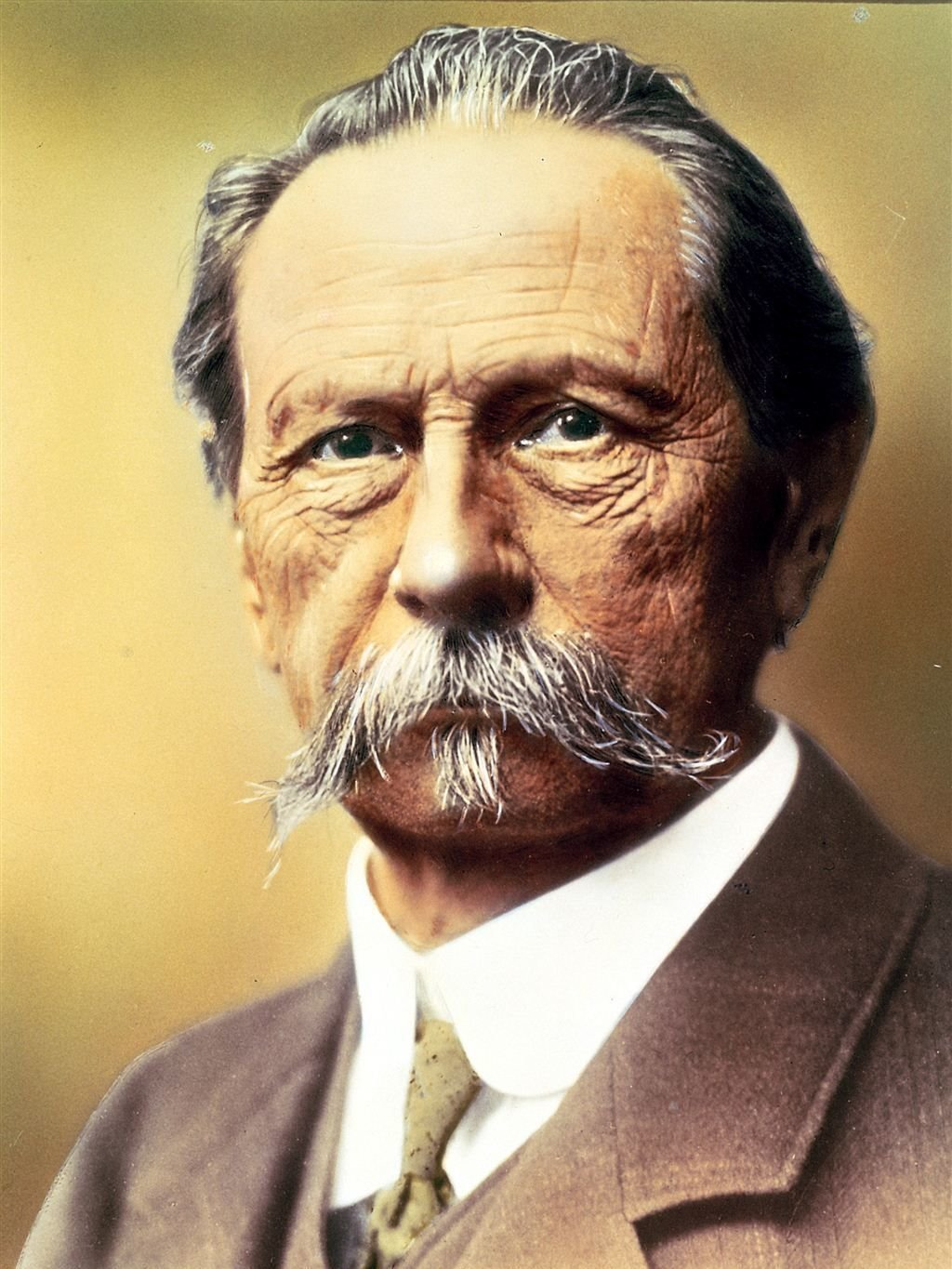
Karl Benz, creador del Benz Patent-Motorwagen, considerado el primer vehículo de la historia equipado con un motor de combustión interna

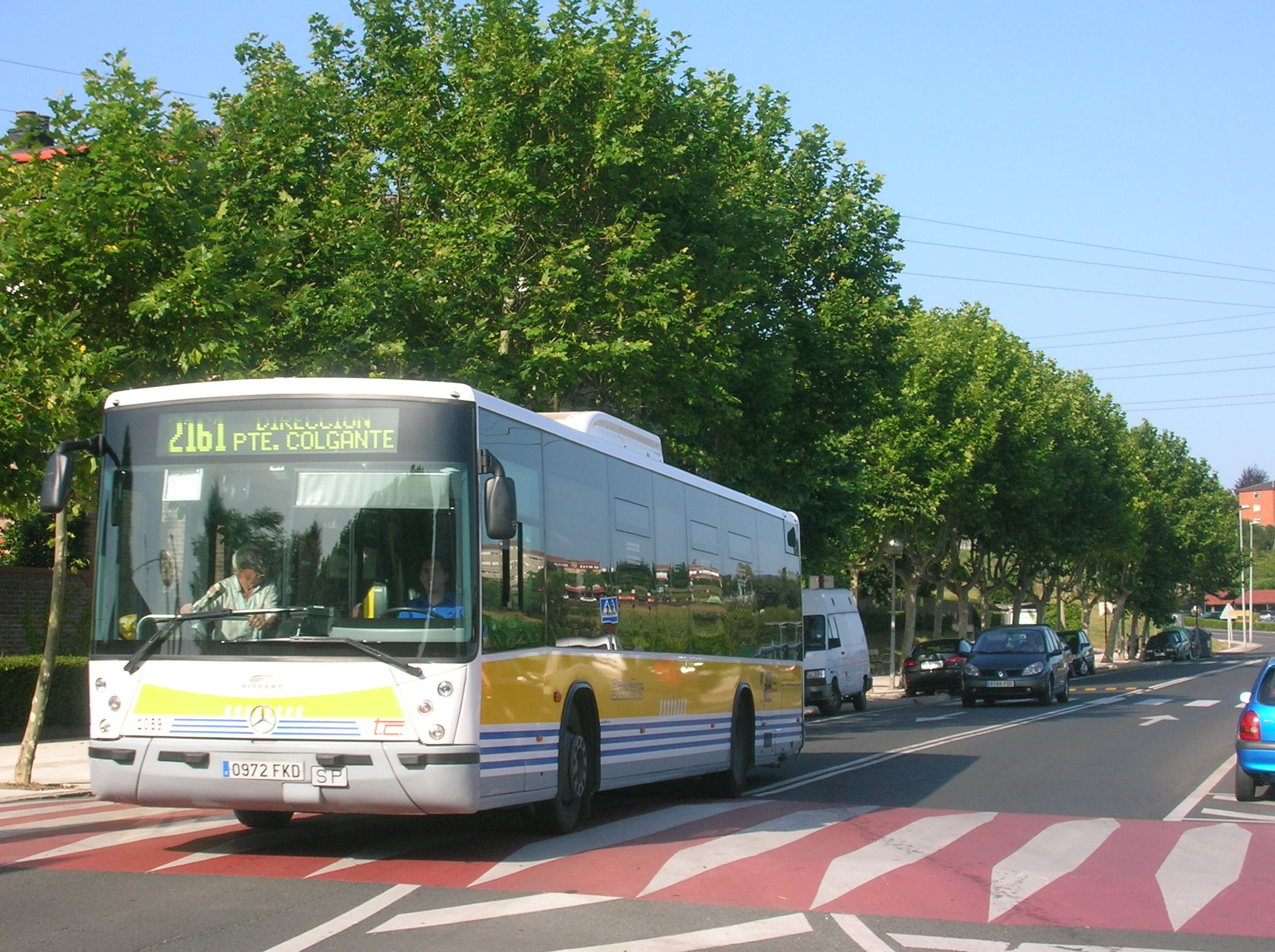
Autobús 0530 del servicio Bizkaibus en Lejona, Vizcaya

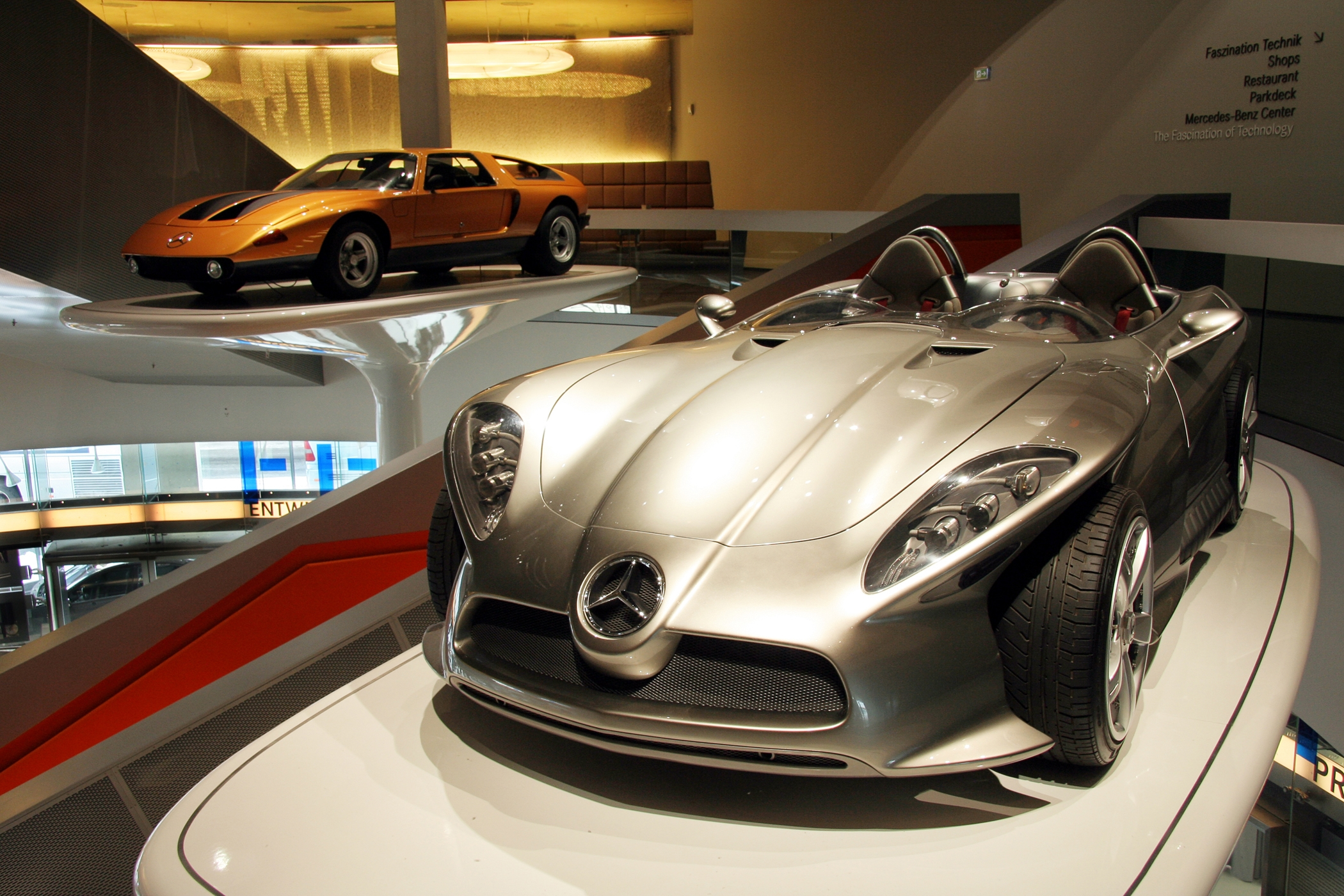
Prototipos de la marca en el Museo Mercedes-Benz de Stuttgart

En los inicios del siglo XX, los automóviles Daimler construidos en Untertürkheim, distrito de Stuttgart, fueron conducidos de forma exitosa por un distribuidor de Austria llamado Emil Jellinek, que anotaba los automóviles bajo el nombre de su hija: Mercedes. Luego de sugerir ciertas modificaciones de diseño, Jellinek prometió a la compañía comprar una gran producción de sus vehículos bajo la condición de tener la garantía de ser el distribuidor exclusivo de Daimler para Austria-Hungría, Bélgica y Estados Unidos y de que podría vender el nuevo modelo bajo el nombre de "Mercedes". El cambio de nombre fue muy útil para prevenir problemas legales, ya que Daimler había vendido derechos exclusivos de uso del nombre y los planos técnicos a compañías en el exterior, por lo cual han sido y son construidos coches de lujo en Inglaterra bajo la marca Daimler. Un incendio que destruyó la antigua fábrica de pianos Steinway & Sons en Nueva York, que había sido modernizada para producir coches Mercedes, terminó temprano con el sueño de construir Mercedes en los Estados Unidos.
Gottlieb Daimler nace el 18 de marzo de 1834 y 1835 en Schorndorf (Baden-Wurtemberg). Tras un aprendizaje como armero, estudia ingeniería mecánica en la Escuela Politécnica de Stuttgart. A finales de 1863 es nombrado inspector de talleres de una fábrica de maquinaria de Reutlingen. Allí coincide en 1865 con Wilhelm Maybach. En 1872 lo nombran director técnico de la Gasmotorenfabrik de Deutz, donde conoce los motores Otto con ciclo de cuatro tiempos. En 1882 abandona la empresa e instala en el invernadero de su villa de Bad Cannstatt un taller. En 1884 logra junto con Maybach construir un motor de combustión interna de bajo peso y dimensiones compactas, conocido hoy en día como «reloj de pie». De ese modo, sienta la base para la incorporación en un vehículo.
Las compañías rivales Daimler Motorengesellschaft y Benz & Cie. comenzaron a cooperar entre sí en los años 1920 para lidiar con la crisis económica de esos años, para finalmente fusionarse en 1926 y crear Daimler-Benz AG, la cual producía camiones y automóviles Mercedes-Benz. Pese a que se centró en vehículos terrestres, Mercedes-Benz también construyó motores para lanchas, aviones civiles, militares e incluso para zepelines.
Los vehículos Mercedes-Benz se han centrado en un elevado grado de calidad y arte en sus diseños. Como resultado, han sido históricamente más caros y fabricados en menor cantidad que otros vehículos más baratos. La compañía ha cultivado cuidadosamente una imagen de superioridad técnica, calidad y servicio en sus diseños, por lo que sus autos han sido frecuentemente la elección de los ricos y famosos. Aunque ha sido más famosa por sus modelos de limusina y sus automóviles de lujo, también han sido construidos por MB un gran número de sobresalientes deportivos. Ejemplos de ellos fueron el SSK desarrollado por Porsche y el "Alas de gaviota" (Gullwing) 300 SL de 1954. Por otra parte, Mercedes-Benz ha producido también autos menos caros y con una mayor producción. Curiosamente, los prototipos de Volkswagen fueron construidos y probados en Stuttgart, en cooperación con Porsche. Antes de esto, Mercedes-Benz había construido también un auto pequeño con un motor trasero similar al VW, pero que no tuvo ningún éxito: el motor plano con 130 CV (95,6 kW).
Los ingenieros más importantes de la empresa fueron Ferdinand Porsche y Wilhelm Maybach. Ambos abandonaron la empresa para crear su propio modelo de automóvil. Porsche desarrolló para Volkswagen, cuya traducción es: coche popular el modelo Volkswagen Tipo 1 y Maybach, al contrario, un sedán de lujo con su nombre. Daimler-Benz compraría Maybach años después.
En 1900 murió Gotlieb Daimler y en 1925 fallecieron Karl Benz y Wilhelm Maybach. En 1950 se presentó la Clase S, el segmento de gran lujo de Mercedes-Benz, ahí estaba el S cupé que en 1999 fue reemplazado por la Clase CL.
En 1979 se lanzó el todoterreno G para usos militares en varios países. La década de los 90 fue una gran década de modelos para Mercedes Benz, pues se lanzaron los turismos C 0 y el vehículo deportivo utilitario (SUV) Clase M.
En 1998 Daimler-Benz, empresa matriz de Mercedes-Benz, se fusionó con la americana Chrysler Corporation creando DaimlerChrysler, el tercer grupo automotriz del mundo. De las sinergias conjuntas aparecen los primeros modelos modernos de todoterreno de la marca. En 2008 se lanzó el monovolumen Clase R y el deportivo utilitario Clase GL.
En 2007 la fusión en DaimlerChrysler fracasa y se vende Chrysler Corporation, separándose ambos grupos tras casi una década.
En el Salón del Automóvil de Fráncfort de 2007, Mercedes-Benz presentó el vehículo híbrido F700.
En 2010 Daimler - Benz firma un acuerdo con Renault donde ambas compañías compartirán tecnologías, futuros desarrollos, y vehículos, entrando la marca francesa en el accionariado del fabricante alemán.
En 2012 han comenzado a tomar notoriedad con la inclusión de Motorización de Renault en los Clase "A" y "B" y el modelo Kangoo como el vehículo mixto renombrado Mercedes Benz Citan.
En 2013, Geely entró a formar parte del accionariado de Mercedes-Benz, por lo que a partir de ese momento, las consecuencias más inmediatas eran la compra por absorción de la marca Smart, que hasta ese momento fue propiedad de la empresa Germana.
En noviembre de 2019, Daimler AG anunció que Mercedes-Benz, hasta ese momento una marca de la compañía, se escindiría en una subsidiaria separada de propiedad total llamada Mercedes-Benz AG. La nueva subsidiaria manejaría el negocio de autos y camionetas de Mercedes-Benz. Los camiones y autobuses de Mercedes-Benz serían parte de la subsidiaria de Daimler Truck AG.
Sus principales subsidiarias son: Mercedes-AMG, Smart con un 50% de participación y Mercedes-Benz Indonesia.

### La Segunda Guerra Mundial
Mercedes Benz, bajo su anterior nombre Daimler-Benz, colaboró activamente con la Alemania nazi y fue partícipe de violaciones de derechos humanos en sus fábricas. El libro Mercedes in peace and war, detalla el apoyo de la empresa al partido nazi en el proceso de rearme ilegal de Alemania y sus planes de guerra, así como la utilización en sus plantas del trabajo forzado y la explotación de hombres y mujeres judías detenidas en los campos de concentración. El libro da detalles del «tratamiento sádico y brutal de los judíos presos en la fábrica de Daimler-Benz en Rzeszów (Reichshof) y en la selección de trabajadores judíos durante su deportación de Galitzia al campo de exterminio de Bełżec».
En los años 1950 Mercedes-Benz acogió bajo nombre falso a Adolf Eichmann en su fábrica de Argentina, pese a que los directivos de la empresa conocían su verdadera identidad, como lo reconoció Jorge Antonio, presidente y fundador de la filial de ese país. La historiadora alemana Gaby Weber ha publicado dos importantes libros, La conexión alemana (2005) y Los expedientes Eichmann (2013), donde revela los vínculos entre Mercedes-Benz, los nazis y Juan Domingo Perón, sosteniendo con documentación que la filial de Mercedes Benz Argentina se fundó con dinero nazi, a través del empresario argentino Jorge Antonio.

### Argentina 1976
Mercedes Benz también ha sido asociada con el terrorismo de Estado durante la dictadura argentina denominada Proceso de Reorganización Nacional (1976-1983), con motivo del secuestro de siete trabajadores de la empresa, seis de ellos permanecen desaparecidos, entre 1976 y 1978: Alberto Francisco Arenas, Juan José Mosquera, Héctor Aníbal Ratto (sobreviviente), Jorge Alberto Leichner Quilodran, Alberto Gigena, Diego Eustaquio Núñez y Fernando Omar Del Contte. Actualmente el caso es conocido como «caso Mercedes-Benz» y se encuentra investigado dentro de la Megacausa ESMA Campo de Mayo.

## Modelos producidos

#### Turismos

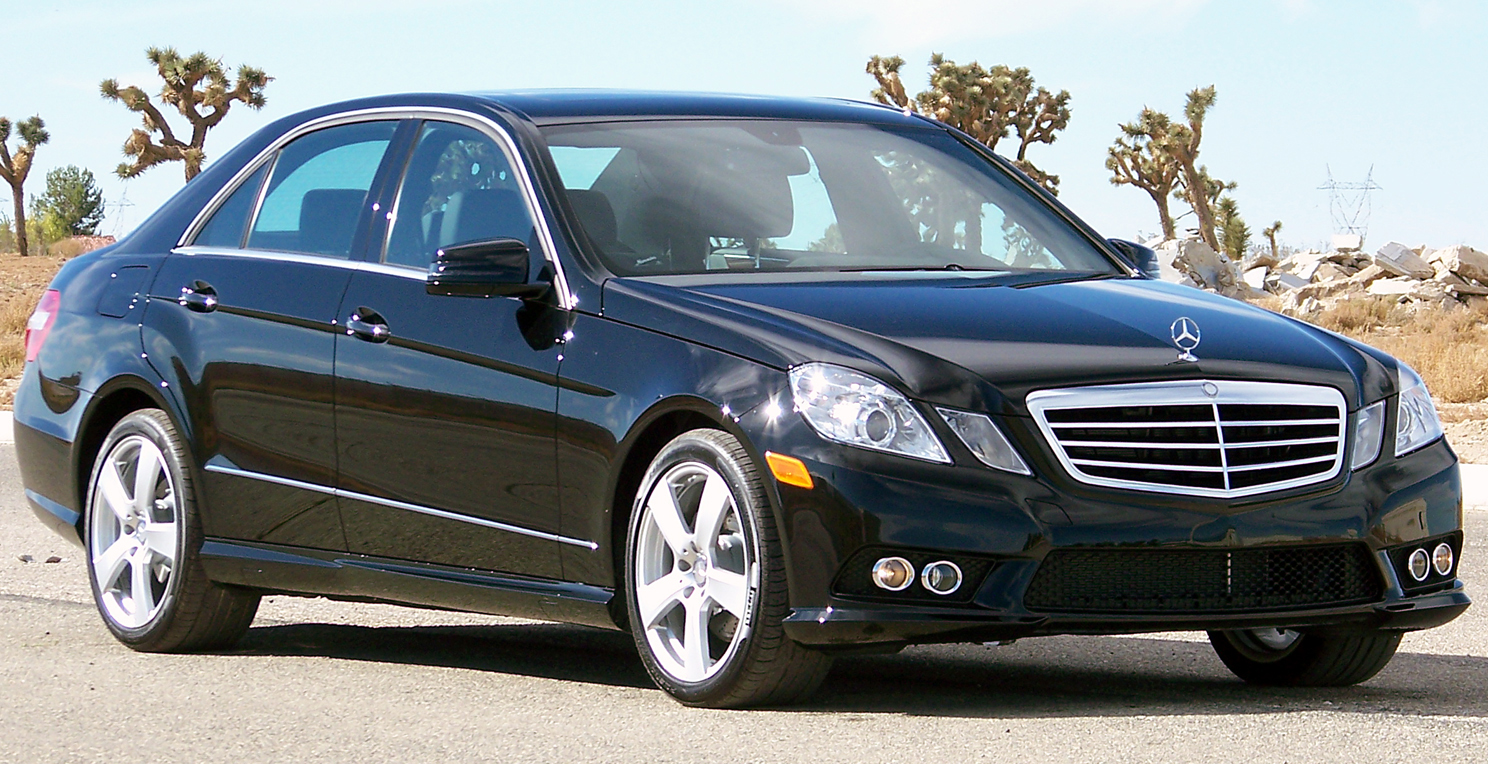
Clase E 350 (2009-2016)

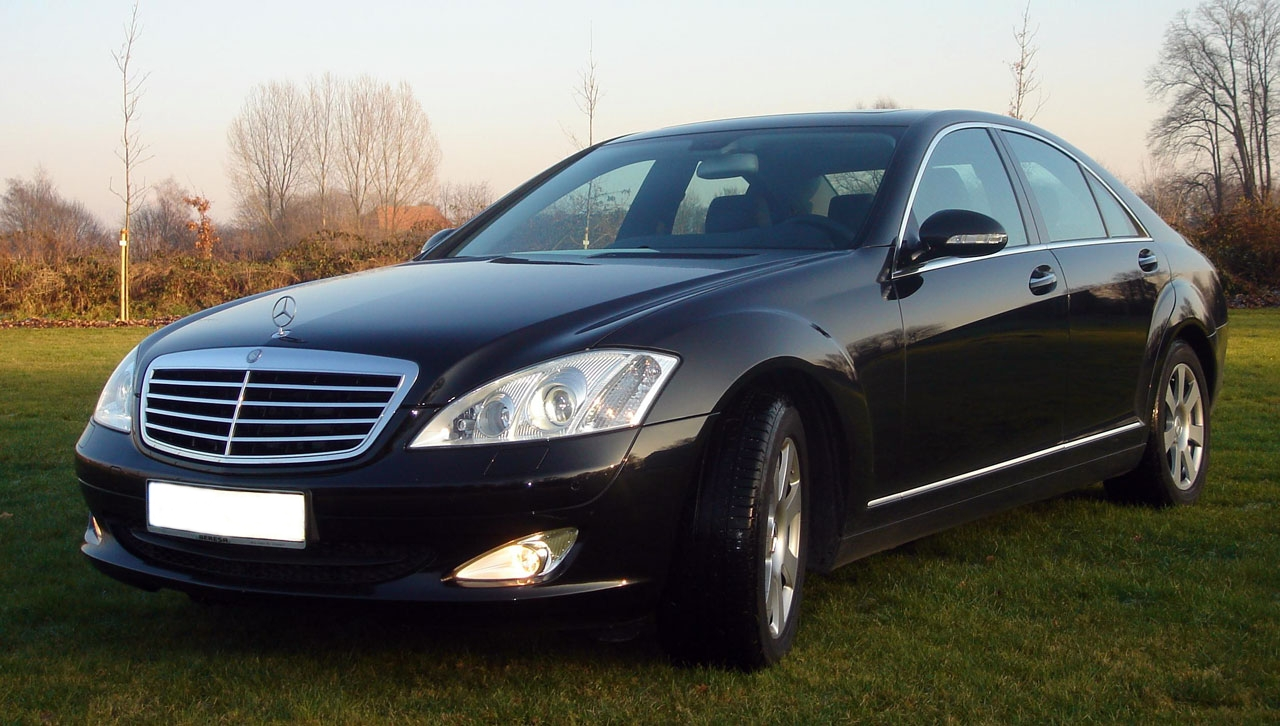
Clase S W221 (2005-2013)

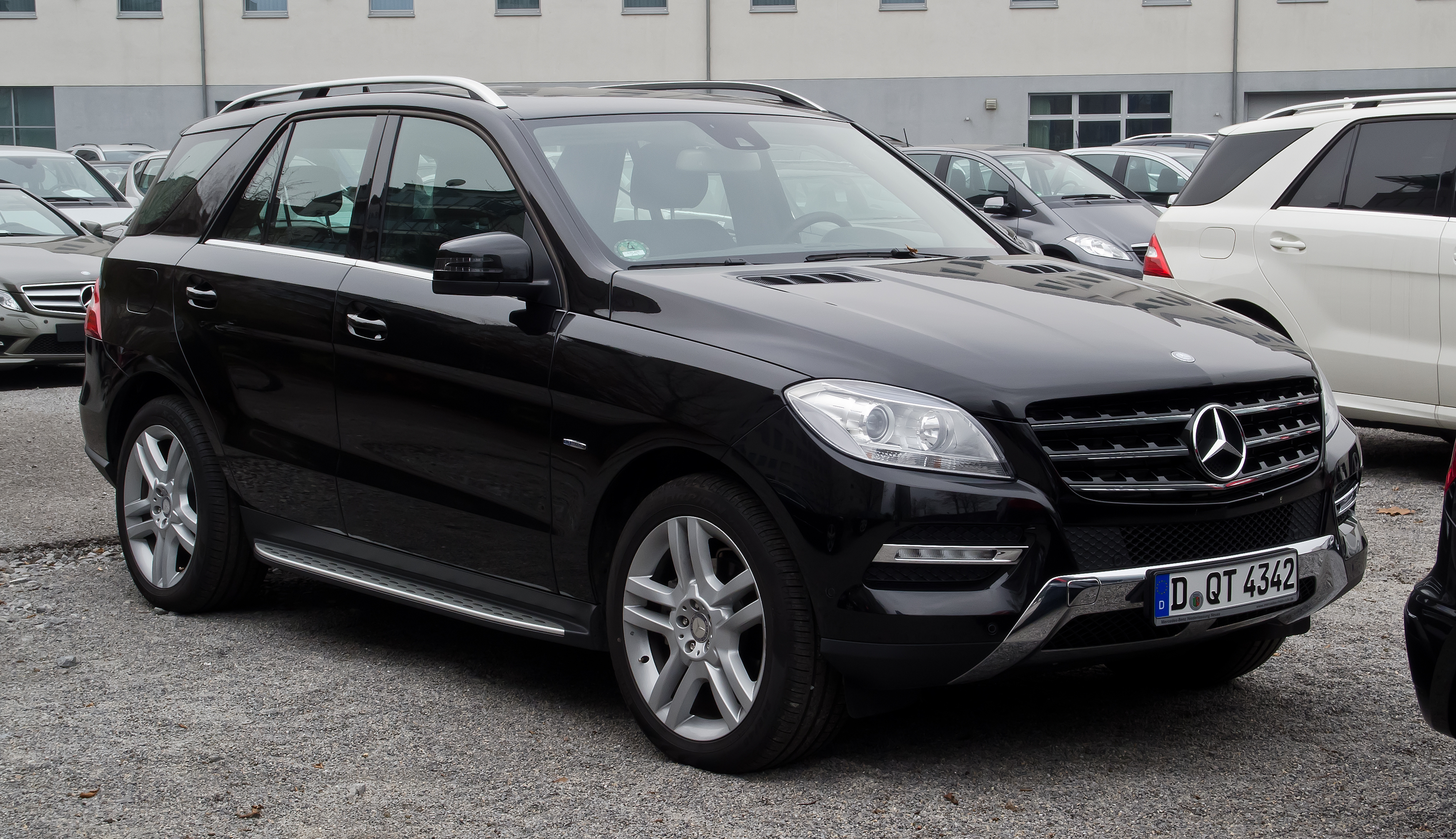
ML 350 BlueTEC (W 166) en Düsseldorf en marzo de 2012

- Clase A W168 + W169 + W176 + W177- Compacto del segmento C.
- Clase B W245 + W246 - Monovolumen del segmento C.
- Clase C W201 + W202 + W203 + W204 + W205- Turismo del segmento D (cupé, Cabriolet, Sedán y familiar).
- Clase CL W215 + W216 - Gran turismo cupé.
- Clase CLA C117 - Clase A combinado con el Clase CLS sedán.
- Clase CLS C219 - Turismo del segmento E sedán.
- Clase E W123 + W124 + W210 + W211 + W212 - Turismo del segmento E, sedán, familiar, cabriolet y cupé.
- Clase G W460 + W463- Todoterreno.
- Clase GL X164 + W166 - Todoterreno del segmento F.
- Clase GLA W156 -Todoterreno derivado del Clase A.
- Clase GLK X 204 - Todoterreno del segmento D.
- Clase M W163 + W164 + W166 - Todoterreno del segmento E.
- Clase S W220 + W221 + W222 - Sedán de lujo del segmento F.
- Clase SLK R170 + R171 + R172- Deportivo de dos plazas descapotable.
- SLS AMG - Superdeportivo de dos plazas, cupé y descapotable.
- Clase SL - Deportivo de dos plazas descapotable.
- EQC - SUV de cinco plazas.
- EQA - SUV eléctrico.
- EQS - Sedán eléctrico.

#### Furgonetas

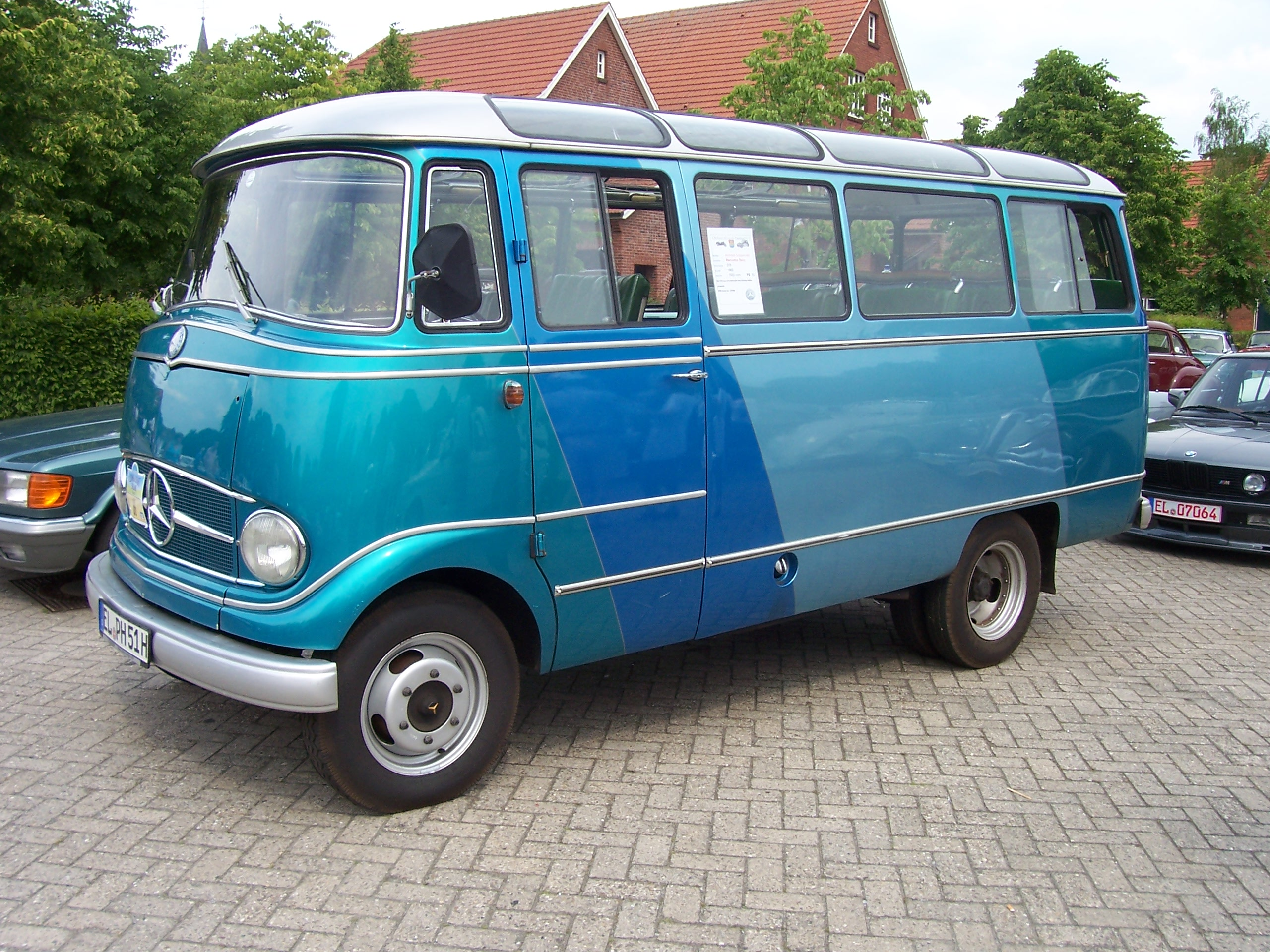
L 319 de 1966

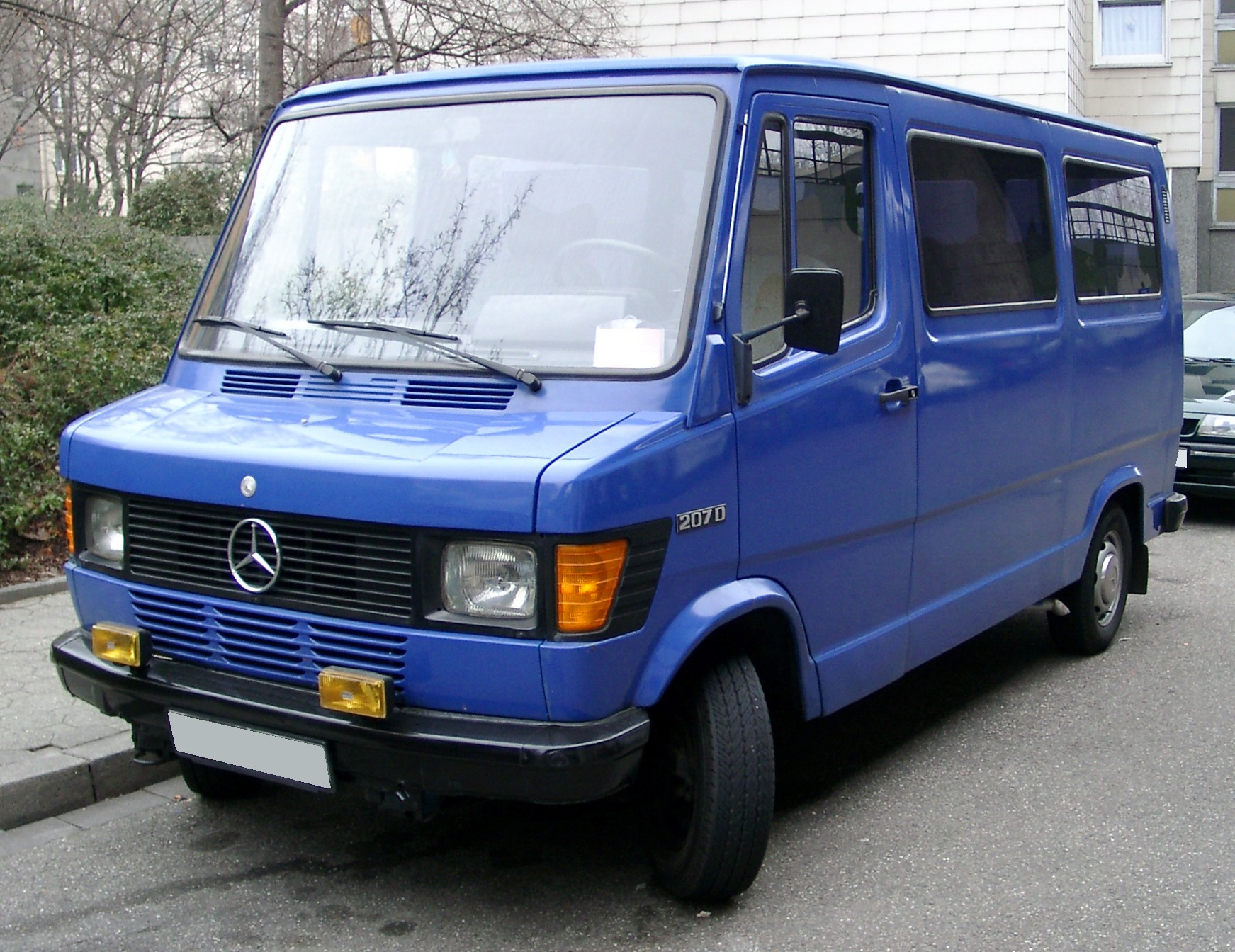
TN

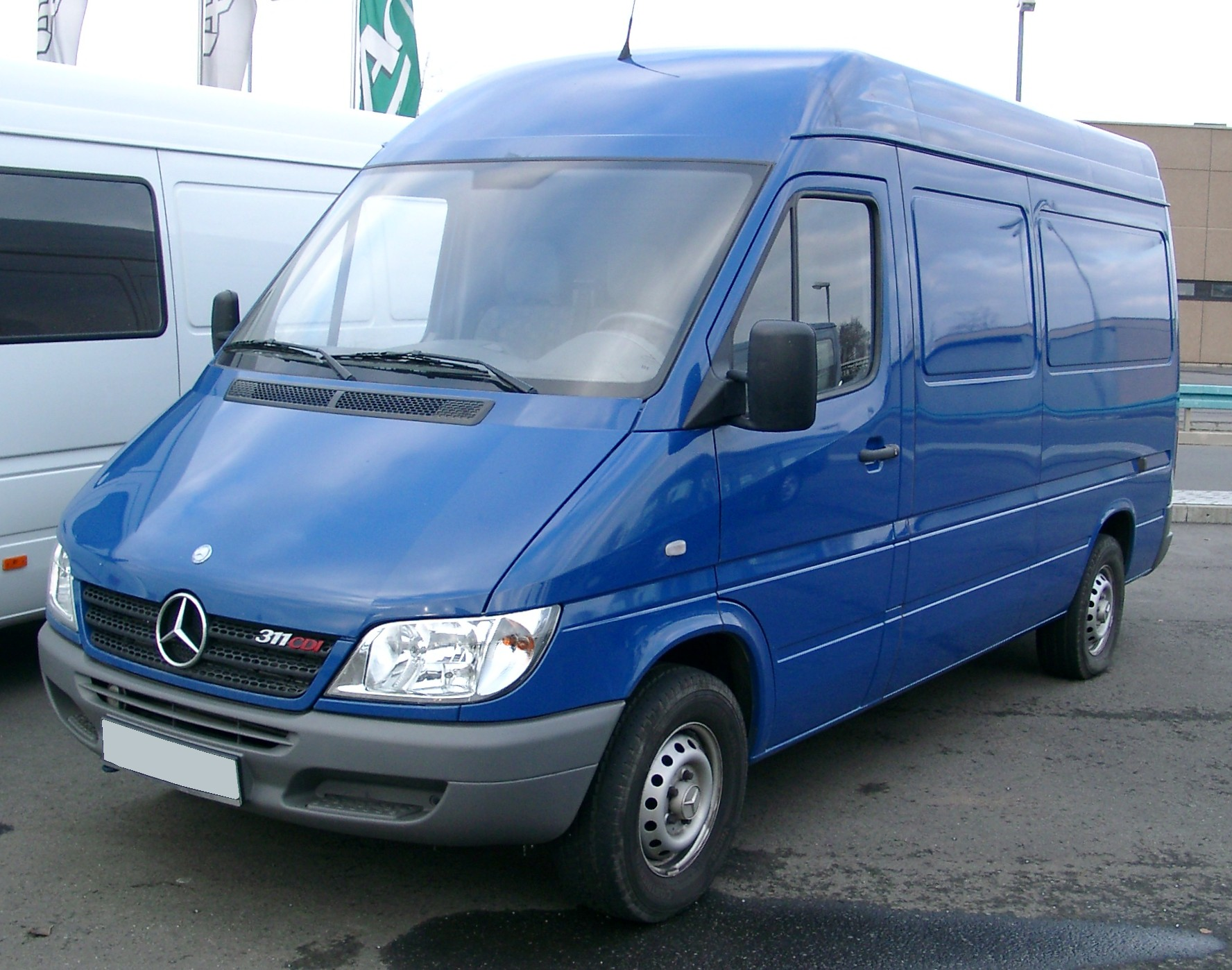
Sprinter

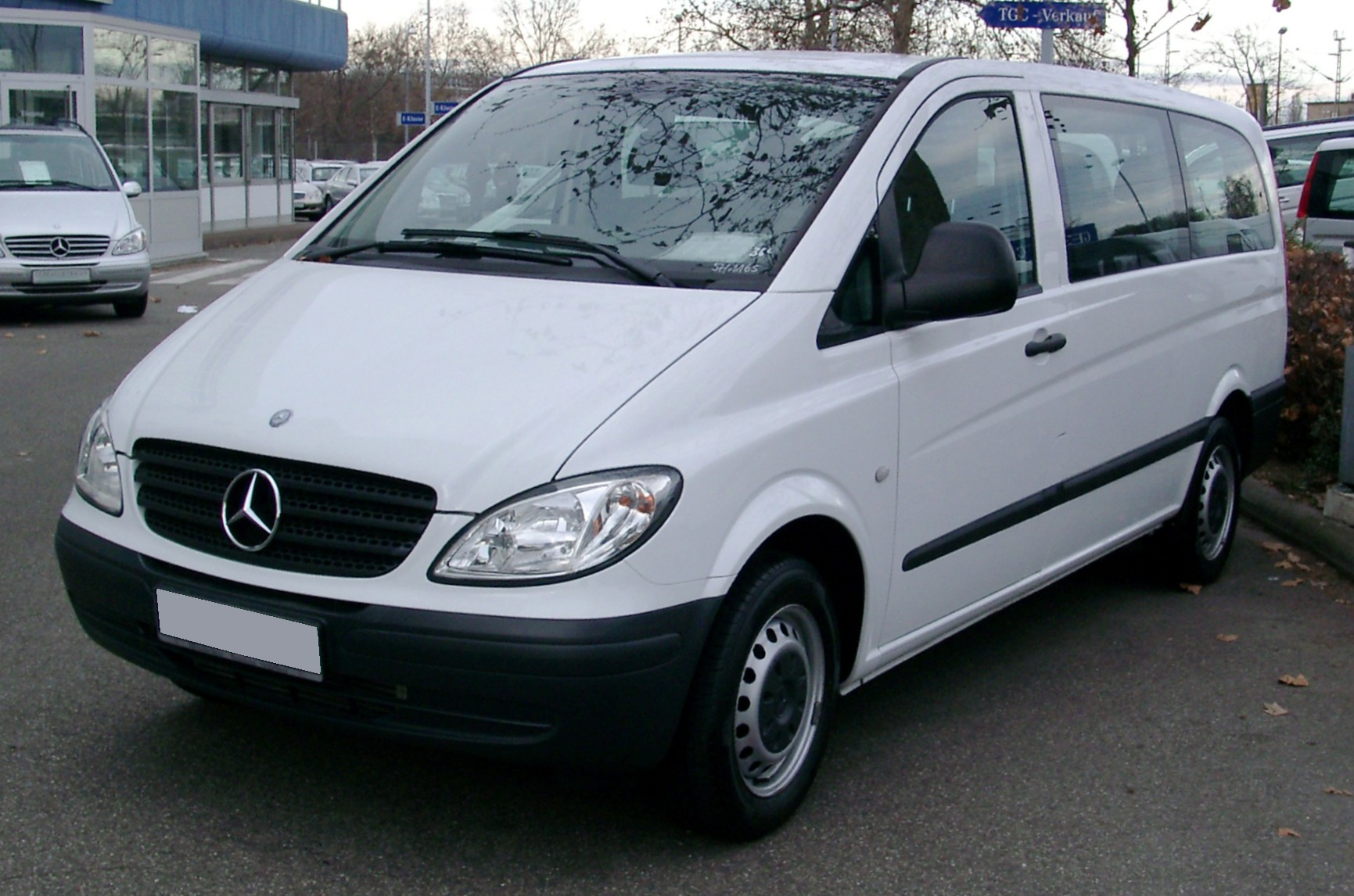
Vito

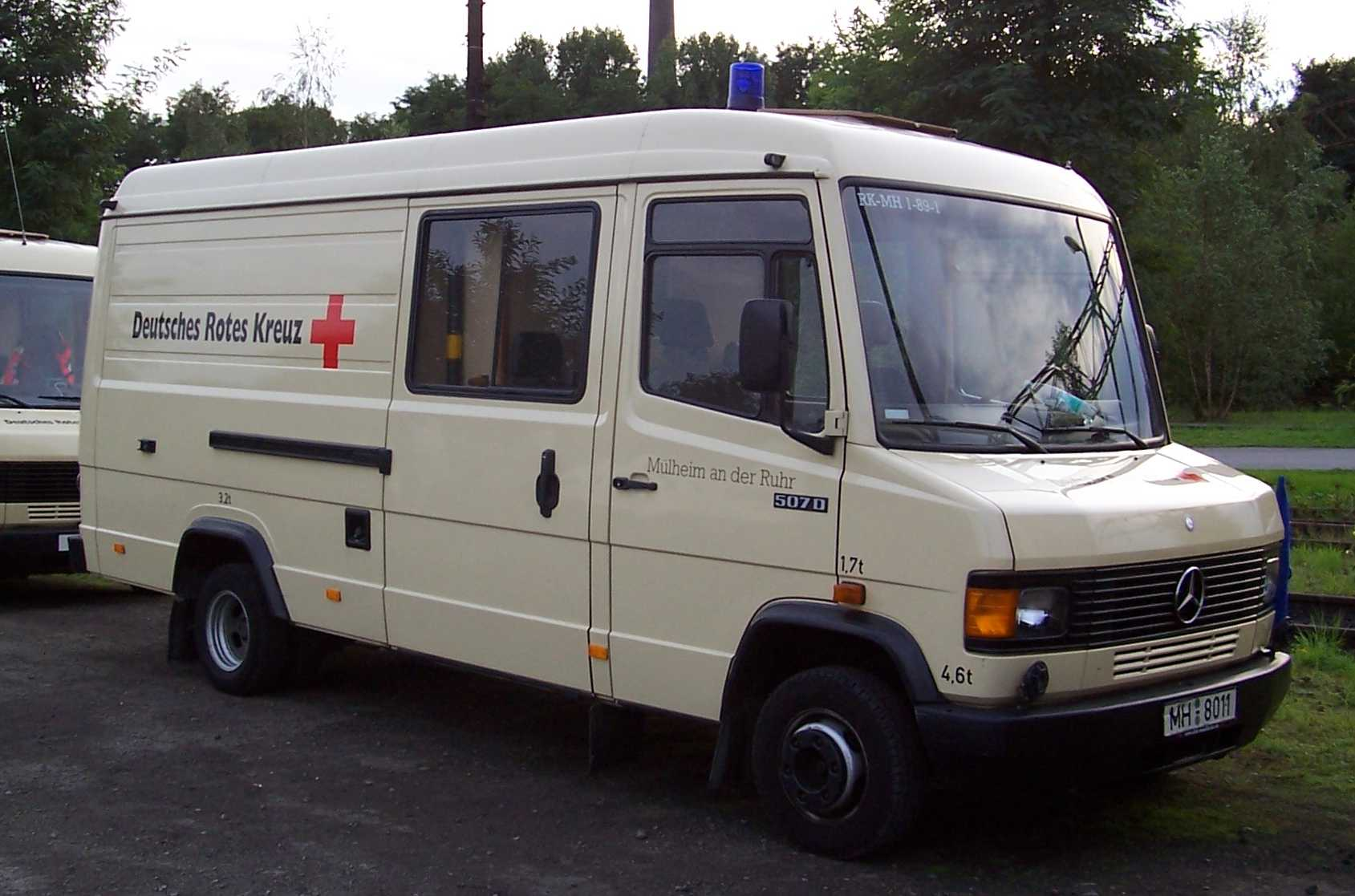
T2

- L 319.
- Vito/Viano/Clase V.
- Sprinter.
- T2.
- Citan.
- Mercedes-Benz MB100.

#### Camiones
- Accelo.
- Econic.
- Atego.
- Axor.
- Actros.
- Antos.
- 608.
- Unimog.
- Arocs.
- Atron.

#### Autobuses
- O 371.
- O 400.
- O 500 .
- OC 500.
- OH.
- OF.
- Cito.
- Citaro.
- CapaCity.
- Integro.
- Tourino.
- Tourismo.
- Travego.
- Andare.
- Multego.
- Toreto.
- Arggento.
- Boxer.
- Torino.
- Gran Viale.
- Alliado.
- Viaggio.
- Paradiso 1200.

### Modelos más significativos

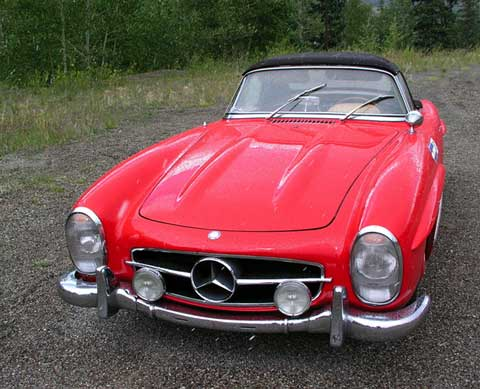
300 SL Roadster de 1958

- 1949: O 3500
- 1954: Mercedes-Benz O 321
- 1954: 300 SL
- 1967: T2
- 1968: Mercedes-Benz W114/W115
- 1973: Clase SLC
- 1974: Mercedes-Benz O 303
- 1975: Mercedes-Benz W123
- 1985: Clase C W201
- 1996: Clase CLK
- 1997: Clase CLK GTR
- 2003: SLR McLaren
- 2006: Clase R

## Significado de las siglas de los motores
- Motor OM (Öl Motor): motor diésel.
- El Motor OM 904 significa que es un motor diésel de la serie 900 de 4 cilindros.
- El Motor OM 906 significa que es un motor diésel de la serie 900 de 6 cilindros.
- El Motor OM 924 significa que es un motor diésel de la serie 900 de 4 cilindros, segunda versión del OM 904.
- El Motor OM 926 significa que es un motor diésel de la serie 900 de 6 cilindros, segunda versión del OM 906.
- Las siglas OH significan que es un chasis con motor trasero (Omnibussen Heck).
- Las siglas OF significan que es un chasis con motor delantero.
- Las siglas LO significan que es un chasis con motor delantero destinado a microbuses y camiones de carga ligera; ejemplo: LO 812 y LO 915.
- L: En la designación del motor (junto a la letra A) indica que lleva intercooler; ejemplo: OM 366 LA.
- A: agregada a la designación que indica con sobrealimentador. Ejemplo: OM 352, significa naturalmente aspirado, OM 352A sobrealimentado.
- III: Acorde a la Normativa europea sobre emisiones Euro III.
- OH 1618: Chasis con motor trasero de 16 tn y 180 CV (178 HP; 132 kW).

Así, un Motor OM 904 LA III significa: motor diésel de la serie 900 con 4 cilindros de la 1.ª versión, sistema de admisión con turbocompresor y un intercooler, que cumple con las normas Euro III.[cita requerida]

## En competición
Justo antes del comienzo de la Primera Guerra Mundial, Mercedes-Benz ganó el Gran Premio de Francia de 1914, lo que significó a la vez un revés para los franceses. Benz ya competía en los años 1920 con un auto de forma aerodinámica llamado "Tropfenwagen", antes de que ambas compañías se fusionaran. En los años 1930, con sus poderosas "Flechas de Plata" (Silberpfeile), dominaron junto a su rival, la Auto Union, futuro Audi, la mayoría de los Grandes Premios europeos, mientras elevaban el récord de velocidad en tierra a más de 435 km/h (270 mph). En ese entonces, el equipo deportivo de Mercedes estaba dirigido por Alfred Neubauer.
En 1949, Mercedes-Benz sintió la necesidad de regresar al mundo de las carreras, misión que se le encargó a Alfred Neubauer, quien encontró cuatro autos de 1939 para el nuevo reto, sumando a los exitosos pilotos de la preguerra Karl Kling, Hermann Lang y el argentino Juan Manuel Fangio. De esta forma, participaron en el Gran Premio de Argentina y el Gran Premio Evita Perón de 1950, obteniendo un segundo y un tercer puesto, respectivamente, frente a autos mucho más modernos y poderosos. Sin embargo, serían las dos últimas carreras de los viejos modelos: en el mismo 1952, Mercedes-Benz presentó su pequeño y potente 300 SL con las sorprendentes alas de gaviota. Para este auto, la compañía no solamente se concentró en la potencia de 215 CV (212 HP; 158 kW), sino que además prestó elevada atención a la reducción del peso con solamente 850 kg (1874 libras) y la aerodinámica, posibilitando que estos ganaran dos veces la carrera de las 24 Horas de Le Mans, tres veces el Grand Prix de Berna y en una ocasión la dura Carrera Panamericana entre 1952 y 1953, teniendo un gran rendimiento en otras competiciones de la época, como la Mille Miglia.
Mercedes-Benz inscribió algunos turismos en rally en los años 1960 y finales de los 70 sin grandes éxitos. Además, hubo intentos de inscribir en algunos eventos de Rally al W201 en los inicios de los 80 sin éxito. En su lugar, entre el 13 y el 21 de agosto de 1983 en el Centro Sperimentale Nardò al sur de Italia, los nuevos compactos W201 clase 190, llevando un motor de 16 válvulas con la culata construida por Cosworth, rompieron tres récords mundiales de la Federación Internacional del Automóvil (FIA), luego de correr sin parar con solamente paradas de 20 segundos cada dos horas y media, un total de 201 horas, 39 minutos y 43 segundos, completando 50 000 km (31 100 millas) con una velocidad punta de 247 km/h (153 mph). Esto convirtió al W201 en el modelo de turismo Mercedes-Benz 190E 2.3-16.
Mercedes regresó a las carreras de autos deportivos en 1989, ganando las 24 Horas de Le Mans como Sauber-Mercedes y el Deutsche Tourenwagen Meisterschaft (DTM).
En 1994, las 500 Millas de Indianápolis fueron ganadas por el Team Penske de Al Unser Jr., con un motor Mercedes producido por Ilmor, aprovechando una modificación hecha por los organizadores de esa carrera en ese año. Hasta 1993, en las 500 Millas admitían motores con el bloque del motor de coches de producción, los cuales eran beneficiados con mayor cilindrada y mayor presión del turbocompresor. En 1994, los organizadores decidieron que esos beneficios serían extendidos a cualquier motor con distribución a asta y balancín, mientras que los motores de carrera usaban árbol de levas a la cabeza. Gracias a esto, el motor Ilmor-Mercedes contaba con más de 100 CV (99 HP; 74 kW) más que los demás motores en dicha carrera. Este fue diseñado para ser utilizado en aquella sola ocasión, debido a que, en 1995 las reglas fueron modificadas.[cita requerida]

## Evolución histórica del logo
El logotipo de la marca es la estrella plateada de tres puntas rodeada de un círculo. El símbolo apareció por primera vez en un automóvil Daimler de 1909. Los laureles, símbolos de la marca Benz, fueron agregados en 1946 para simbolizar la unión de las dos firmas. La imagen con el logo Benz del año 1909 con los laureles en dorado y otra de Mercedes de 1916 con la estrella, es dada la unión de las compañías, que surge con el nuevo logo de la estrella de tres puntas rodeada de laureles. El anillo plano que une las tres puntas de la estrella, fue utilizado por primera vez en 1937. Según se dice, la estrella tiene su origen en una postal que Jellinek escribió a su hija Mercedes indicando con ella el punto (sobre un plano), donde estaba ubicada la fábrica de Bad Cannstatt. Se comenta también que con ella se señalan tierra, mar y aire: elementos en los que los motores Daimler habían sido pioneros y que simbolizan la búsqueda original de Daimler de proveer pequeños y poderosos motores útiles para viajar por cualquiera de ellos.

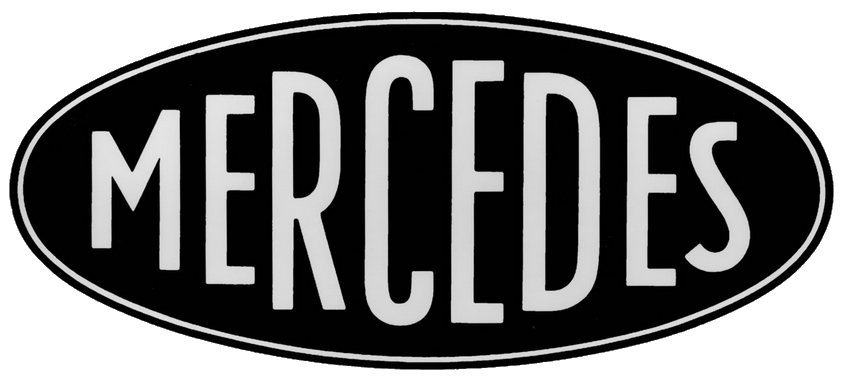
1902-1909
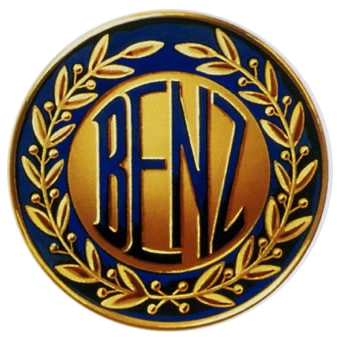
1909-1916
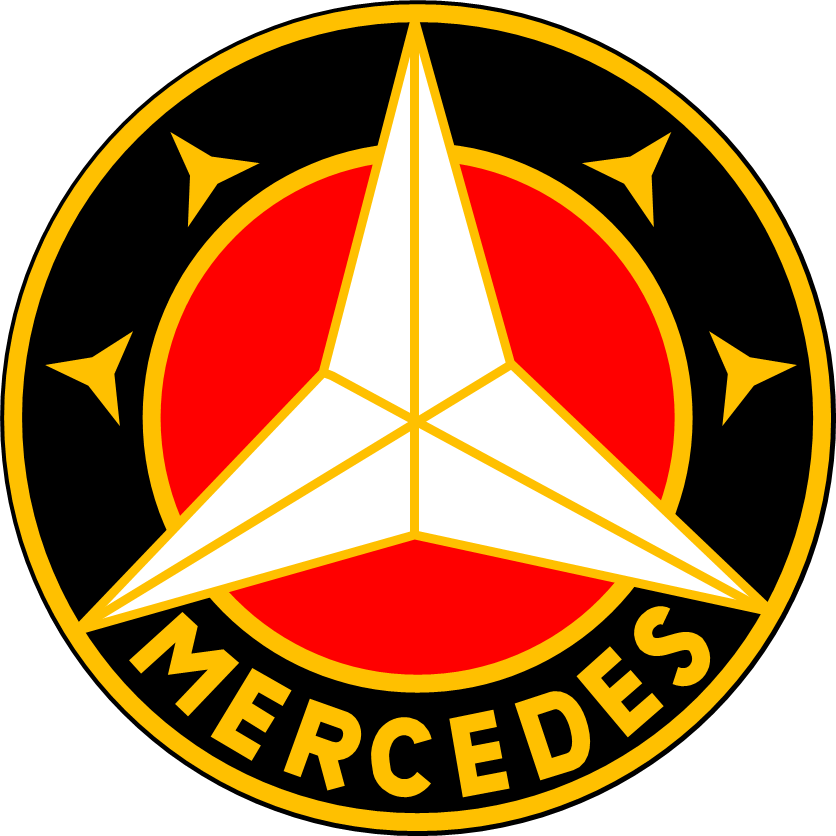
1916-1926
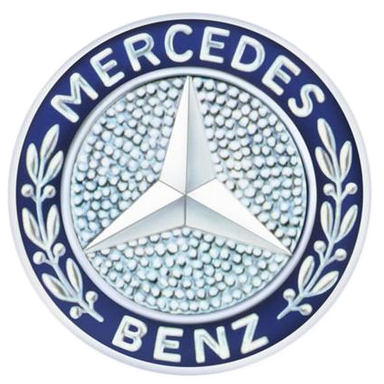
1926-1933
1933-1989
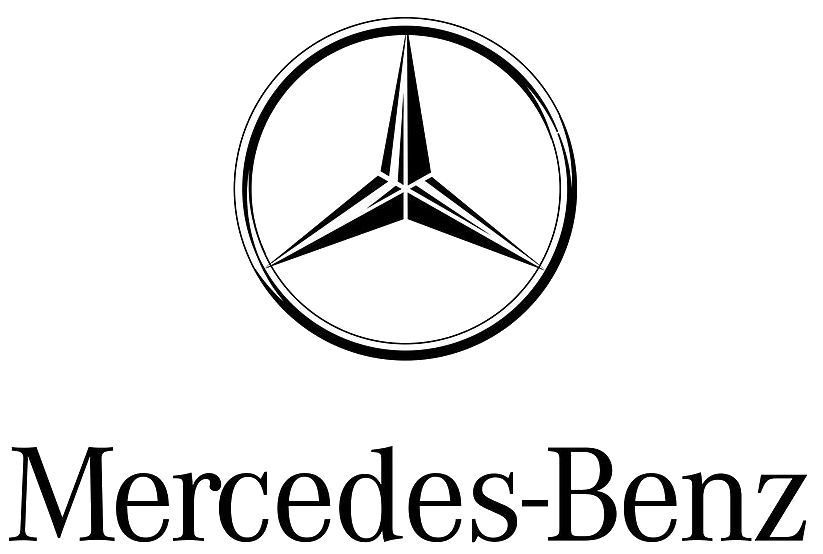
1989-2010
2010-2021
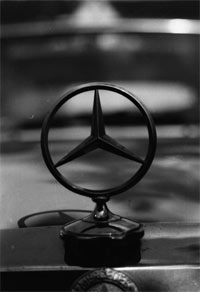
Como adorno de capó en un coche